# NuBus

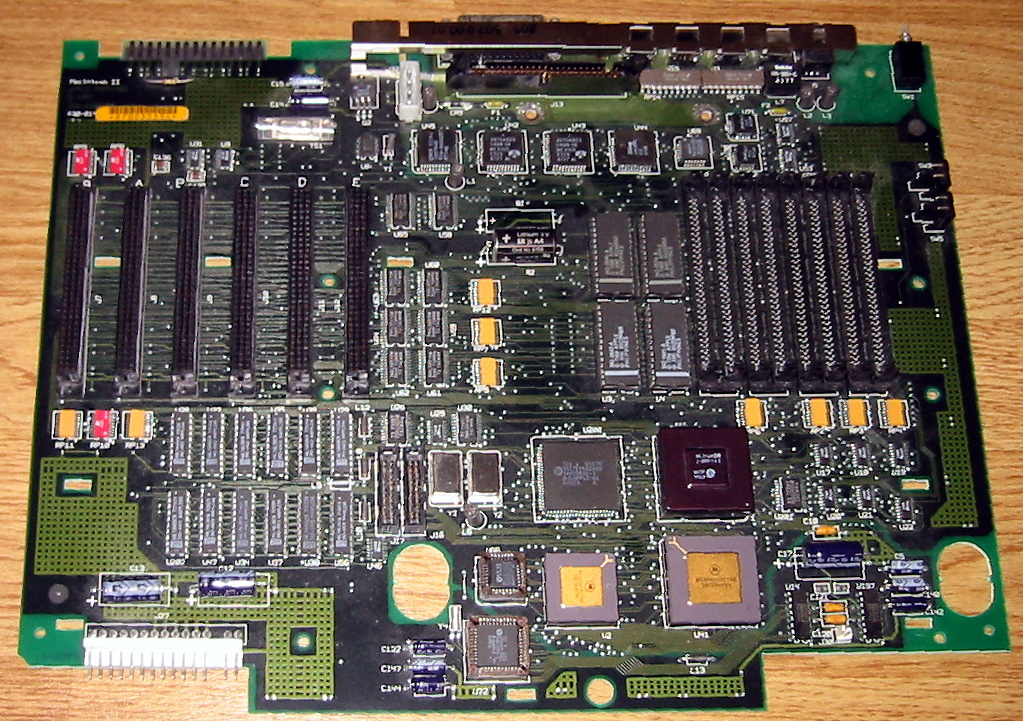
Macintosh IIのロジックボード。左に6個のNuBusスロットが見える。

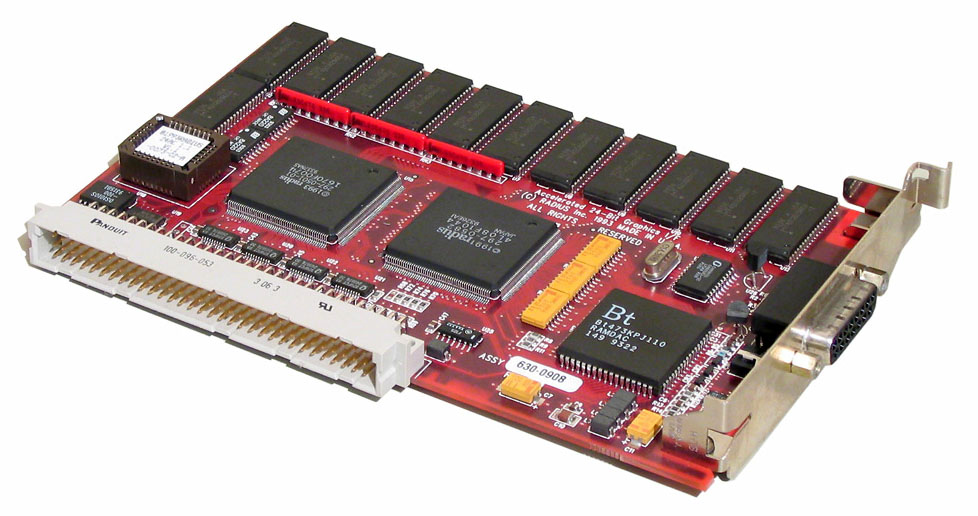
NuBusグラフィックスカードの例 (Apple Display Card 24AC)

NuBus（ニューバス）は32ビットのパラレルバスである。当初はMITでNuMachineワークステーションの一部として開発されたが、ついには、Apple ComputerやNeXTコンピュータにも採用された。だが21世紀に入る頃には、もはや広く使われることのない規格となった。テキサス・インスツルメンツの登録商標（日本における商標登録番号は第2315207号）である。

## アーキテクチャ
NuBusは、開発された当時のインタフェースとして、先進的な設計だった。当時の大抵のコンピュータシステムのバスは8ビットで、その8ビットのバスで他のコンピュータと接続されていた。しかし、市場はより高速なバスを求めていることは明らかであったので、NuBusは32ビットインタフェースの採用を決めた。
加えて、NuBusはプロセッサ非依存であった。たいていのバスは基本的には、CPU上のピンをそのまま基板上に出しているだけであった。つまり、拡張カードは接続先のマシンのデータ構造（たとえばリトルエンディアン）や信号規格を満たしていなければならなかった。NuBusはこのような仮定を取り除き、適切なデバイスドライバが用意されるならば、NuBusカードはどのNuBusマシンにも接続できるようにした。
適切なデバイスドライバを選択するために、NuBusカードは起動時にホストコンピュータを識別できる仕組みがある。バスにカードを接続する際の面倒なシステム設定を行う必要がなかった。たとえば、Industry Standard Architecture（ISA）では、カードの設定だけでなく、カードが使用するメモリ空間や割り込みなども設定しなければならない。NuBusはこのような設定は必要とせず、プラグアンドプレイをサポートするアーキテクチャの最初の一例となった。
この柔軟性のために、NuBusカードは差してドライバをインストールするだけと、ユーザとデバイスドライバ作成者にとっては単純なものになったが、代わりにカードの設計者にとってはより難しくなった。たいていの「単純」なバスシステムは、ターゲットCPU用に設計された少ない入出力チップを使えば簡単にサポートできたのに対して、NuBusは、すべてのNuBusカードとコンピュータを、プラットフォーム非依存な「NuBusワールド」に変えなければならなかった。一般的に、このことは、カード上のバスとI/Oチップとの間にNuBusコントローラチップを加え、カードのコストが増えることを意味した。この対策は今日では取るに足らないものであり、すべての新しいバスには必要なものであるのに対して、1980年当時は、NuBusは複雑で高価なものであると思われた。

## 実装
NuMachineはリリースされることがなかったが、テキサス・インスツルメンツは1980年にNuBusを採用し、IEEE1196として標準化した。このバージョンはVMEバス や他のバスで見られる標準の96ピンの3列コネクタを使っていて、10MHzのクロックで最大バースト転送速度40MB/sと10MB/sから20MB/sの平均転送速度を出すことができた。後に追加されたNuBus90は、転送速度を上げるためにクロックは20MHzに引き上げられ、バースト転送速度は70MB/s、平均転送速度は約30MB/sにまで増加した。
NuBusは、よくデザインされたMITのNuMachineの派生品である、テキサス・インスツルメンツが開発したTI ExplorerというLISPマシンに最初に用いられた。その後まもなく、1986年にテキサス・インスツルメンツはS1500マルチプロセッサUNIXシステムに採用した。
NuBusは、AppleによってMacintosh IIプロジェクトに採用された。そのプラグアンドプレイで使える特徴は、簡単に使えるというMacの哲学にぴったり一致していた。NuBusは1980年代後半から1990年代を通してMacintoshの大部分の製品ラインアップに使われた。そして、Macintosh Quadra以降からNuBus90にアップグレードされた。ただ、ロジックボード上のコントローラがアップグレードされなかったので、初期のQuadraは2枚のカードが互いに通信する場合、20MHzのクロックしかサポートしていなかった。この仕様は後に660AVと840AVにも搭載され、初期のPower Macintoshにも使われた。また、Appleの実装は、コンピュータの電源をオフにする間、電話線を監視するタスク（Wake-on-Ring）を動かすために、トリッキーな5V電源の常時供給も行った。これはNuBus標準として認められていないものであった。
NuBusはNeXT BUSとしてNeXTコンピュータ（NeXTcubeおよびNeXTstation）にも採用されたが、物理的な配線は異なっていた。NuBusはこれら以外のコンピュータにはほとんど使用されていなかった。そして、Appleが1995年にPCIに切り替えると、NuBusはすぐに消えた。